# Brionvega
Brionvega è un marchio italiano di elettronica di consumo di design oggi di proprietà della Brionvega s.r.l. di Milano. Creato nel 1963, ha preso il nome da un'azienda a conduzione familiare di Milano, attiva dal 1945 al 1994, che operò nel medesimo settore ed ha segnato la storia nel campo del design applicato a prodotti hi-tech.

## Storia

### Da BP Radio a Radio Vega Televisione (1945-1958)
La ditta BP Radio S.r.l. fu fondata nel 1945 a Milano su iniziativa di tre soci, il signor Giuseppe Brion (1909-1968) con la consorte Onorina Tomasin (1919-2002), e l'ingegner Leone Pajetta, ed iniziò con la produzione di componenti elettronici ed elettrici (trasformatori di MF, gruppi di AF, altoparlanti), e di radioricevitori completi con il marchio Vega, attività che si svolgevano in un laboratorio in Via Pacini 59 nel quartiere Città Studi.
Nel 1950, la ragione sociale divenne Vega BP Radio S.r.l.. In quel periodo, in Italia furono sperimentate le prime trasmissioni televisive, e Brion che intuì le potenzialità del nuovo mezzo di comunicazione, inserì l'impresa nel mercato dei televisori, la cui produzione fu avviata nel 1953 dopo aver rilevato lo stabilimento della ditta milanese Homelight, già specializzato in questo tipo di produzione. Fu perciò nuovamente modificata la ragione sociale in Radio Vega Televisione S.r.l.., e cinque anni più tardi, nel 1958, sede e attività produttive dell'azienda furono spostate in un nuovo ed ampio complesso industriale realizzato in Via Pordenone 8, nel quartiere Lambrate.

### Ildesigndi Zanuso e Sapper e la nascita di Brionvega (1959-1967)
L'azienda fece ingresso nel mondo del disegno industriale nel 1959, quando a Rodolfo Bonetto (1929-1991) venne commissionato il progetto di un televisore entrato in produzione in quello stesso anno, il Cristallo 23"; quasi contemporaneamente, a Marco Zanuso (1916-2001) e al tedesco Richard Sapper (1932-2015), venne invece commissionata la realizzazione del modello Antares II. Entrambi i modelli, seppur non ricordati come iconici, riscossero un importante successo commerciale.
Nel 1960, l'ingegner Pajetta uscì dall'azienda, che da allora passò interamente sotto il controllo dei coniugi Brion ed assunse la nuova ragione Brion Vega Radio Televisione S.a.s.. Contestualmente, nacque anche il marchio Brion Vega, ideato da Massimo Vignelli (1931-2014), che abbinava il cognome dei proprietari dell'azienda al marchio Vega con cui fino ad allora i suoi prodotti venivano commercializzati. La decisione di modificare anche il marchio aziendale, fu dettata dall'esigenza di distinguere i propri prodotti da quelli di un'altra azienda che operava con un nome simile, la tedesca WEGA, e di evitare possibili contrasti con la medesima.

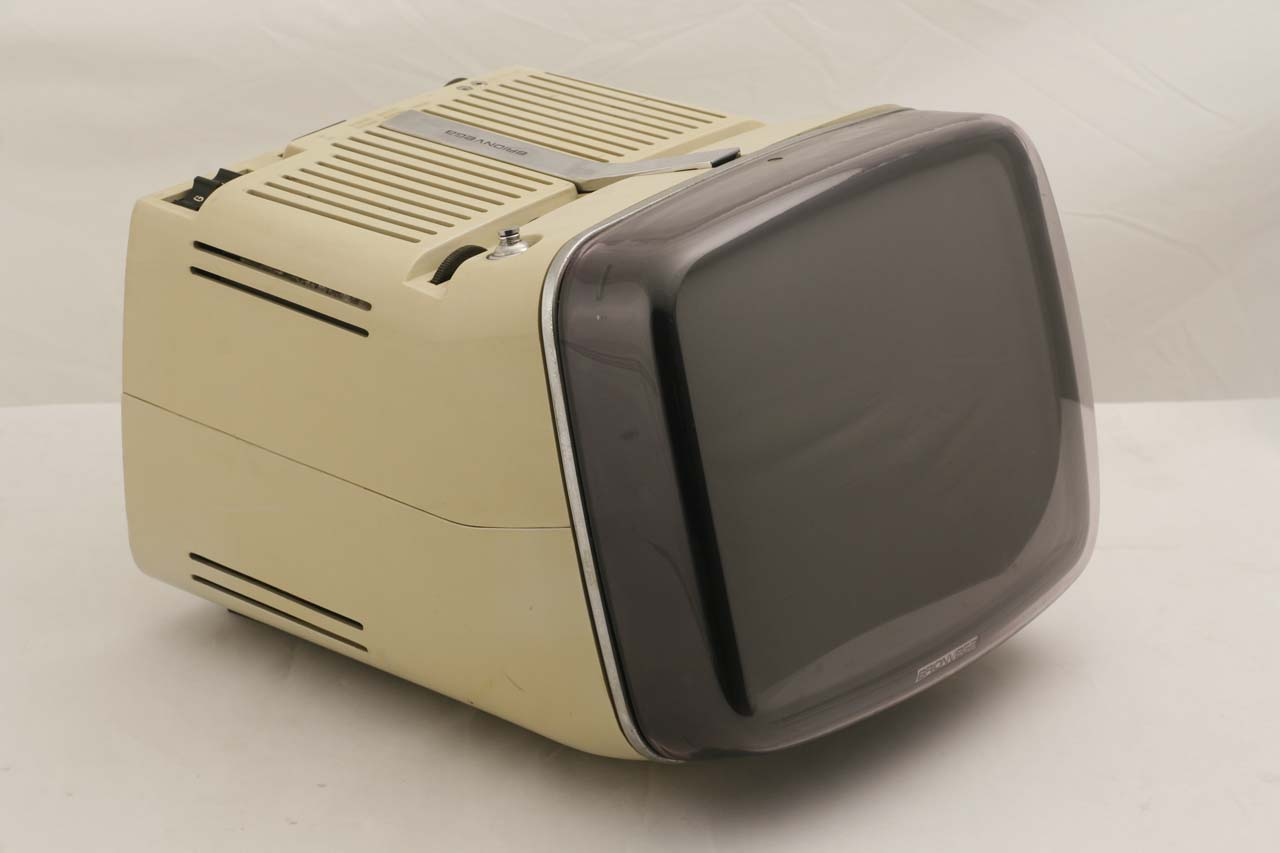
Televisore portatile Algol 11" del 1964

Nel 1961 uscì il modello Orion 23", che si caratterizzava per la sua leggerezza di peso, ma il primo vero successo dell'azienda milanese nel campo del design si verificò l'anno seguente, nel 1962, con il modello Doney 14" di Zanuso e Sapper, primo televisore a transistor portatile prodotto in Europa, che in quello stesso anno si aggiudicò il Premio Compasso d'oro. Nel 1963, venne modificato in maniera definitiva il marchio aziendale, che divenne Brionvega. Un anno più tardi, nel 1964, avvenne la consacrazione definitiva dell'azienda milanese nel settore del design, con il modello Algol 11" realizzato da Zanuso e Sapper, che con le sue particolari caratteristiche e funzionali, come lo schermo inclinato e la maniglia estraibile, riscosse un successo straordinario e diverrà negli anni a venire un vero e proprio oggetto culto, tanto da trovarsi esposto ai giorni nostri al MoMa di New York e al Museum für Kunst und Gewerbe di Amburgo. Nel 1965, Brionvega aprì un secondo stabilimento a Casella d'Asolo, in provincia di Treviso, edificato su progetto di Zanuso.

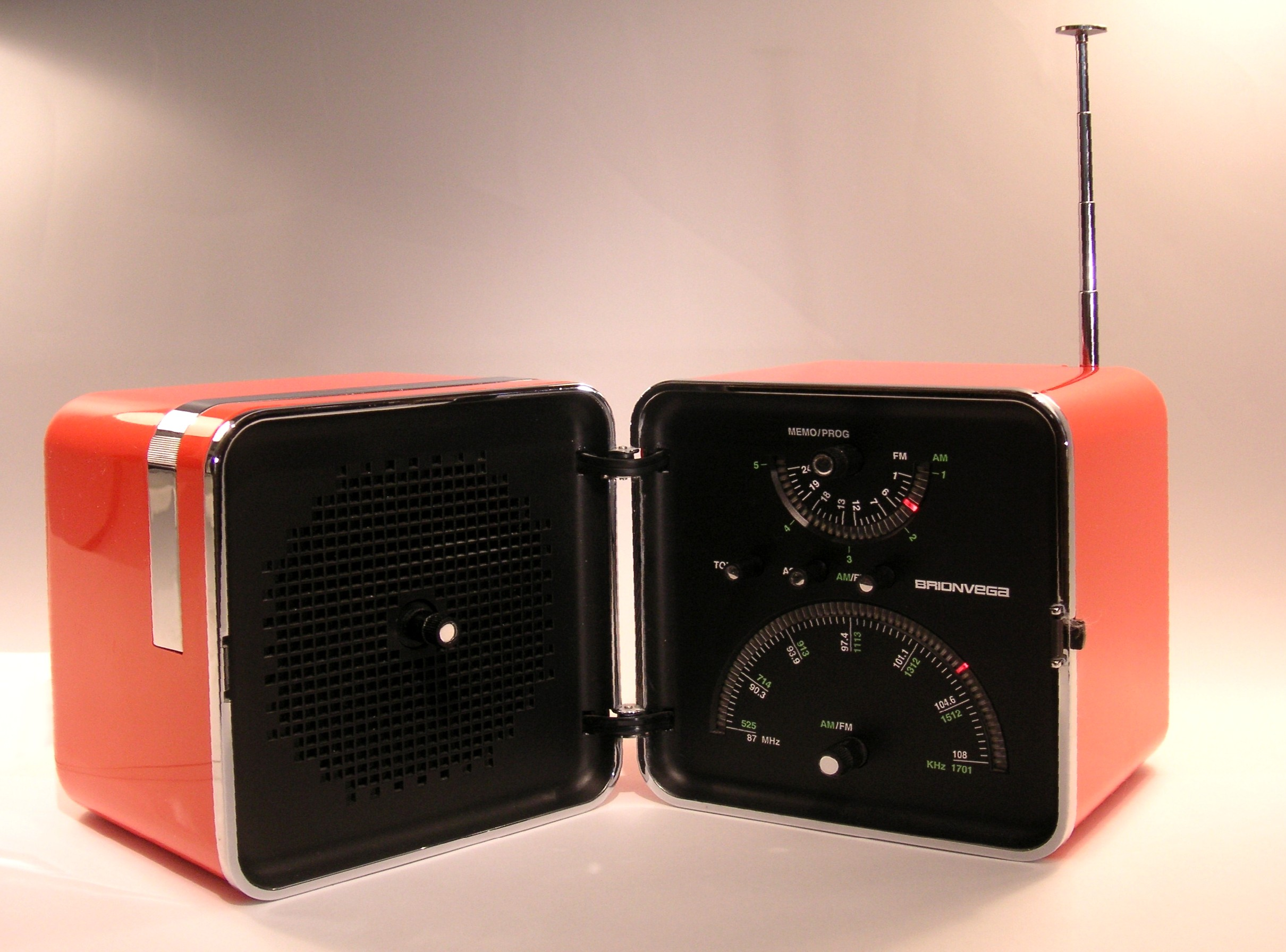
La radio TS502 detta "Radio Cubo" del 1964

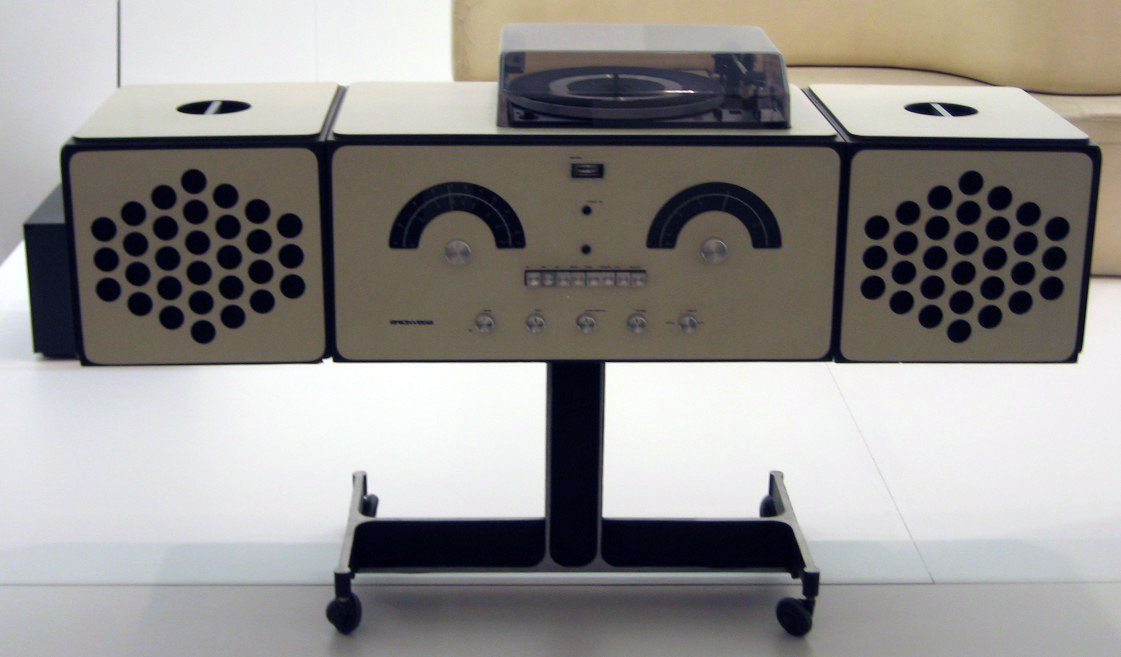
Il radiofonografo RR126 del 1965

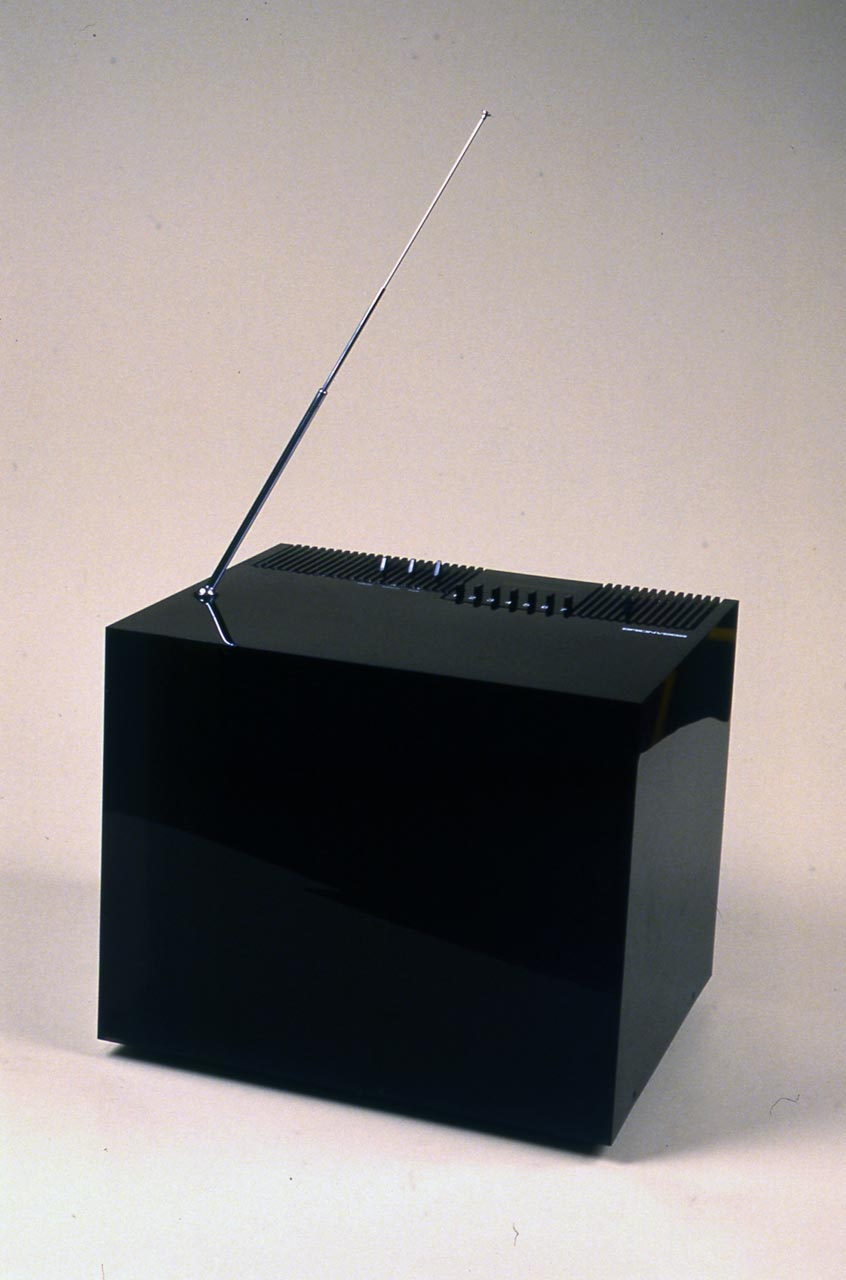
Il televisore Black ST201 da 14 pollici del 1969

Le produzioni Brionvega si caratterizzarono per la capacità di coniugare il migliore design italiano con le più innovative tecnologie elettroniche. Oltre che con i televisori, importanti successi arrivarono anche con le radio, e sono degni di menzione: il modello TS502 del 1964 disegnato da Zanuso e Sapper, soprannominato "Radio Cubo" per la sua caratteristica forma cubica; il radioricevitore RR127 del 1965, anch'esso progettato da Zanuso e Sapper; il radiofonografo modello RR126 disegnato dai fratelli Achille (1918-2002) e Pier Giacomo Castiglioni (1913-1968), un impianto stereofonico ad alta fedeltà costituito da un corpo fisso centrale rappresentato dal radioricevitore, sormontato dal giradischi, e dai due altoparlanti laterali, che tramite agganci potevano essere posizionati in tre modi differenti. Altri prodotti importanti furono il televisore Triangular da 26 pollici disegnato da Mario Bellini del 1968, il televisore Black ST201 da 14 pollici del 1969, disegnato da Zanuso e Sapper, che si caratterizzò per le sue dimensioni compatte.

### La morte di Brion e ildesigndi Lucci e Orlandini (1968-1979)
Nel 1968, morì improvvisamente Giuseppe Brion, e la conduzione dell'azienda fu assunta dalla vedova Onorina in qualità di presidente e amministratore delegato, affiancata dal loro figlio Ennio. L'azienda, nei due stabilimenti di Milano e Casella d'Asolo occupava 500 addetti, non risentì della scomparsa del suo fondatore, e non arrestò i successi e la sua crescita: nel 1970, a Brionvega venne assegnato il secondo Compasso d'oro alla produzione con le seguenti motivazioni:
Il Compasso d'Oro 1970 viene attribuito alla Brionvega per aver voluto imprimere, nella massima parte della sua produzione, un alto livello qualitativo e per aver voluto avvalersi dell'opera dei migliori designer italiani, raggiungendo in molti casi, risultati di notevole valore culturale sul piano del design a livello internazionale.
Nel 1971, fu aperto il terzo stabilimento ad Agrate Brianza, e la produzione fu allargata così a tutto il campo dell'elettronica di consumo. Un anno più tardi, nel 1972, l'azienda fu premiata con la Palma d'oro alla pubblicità, e divenne anche società per azioni assumendo la ragione sociale Brionvega S.p.A..

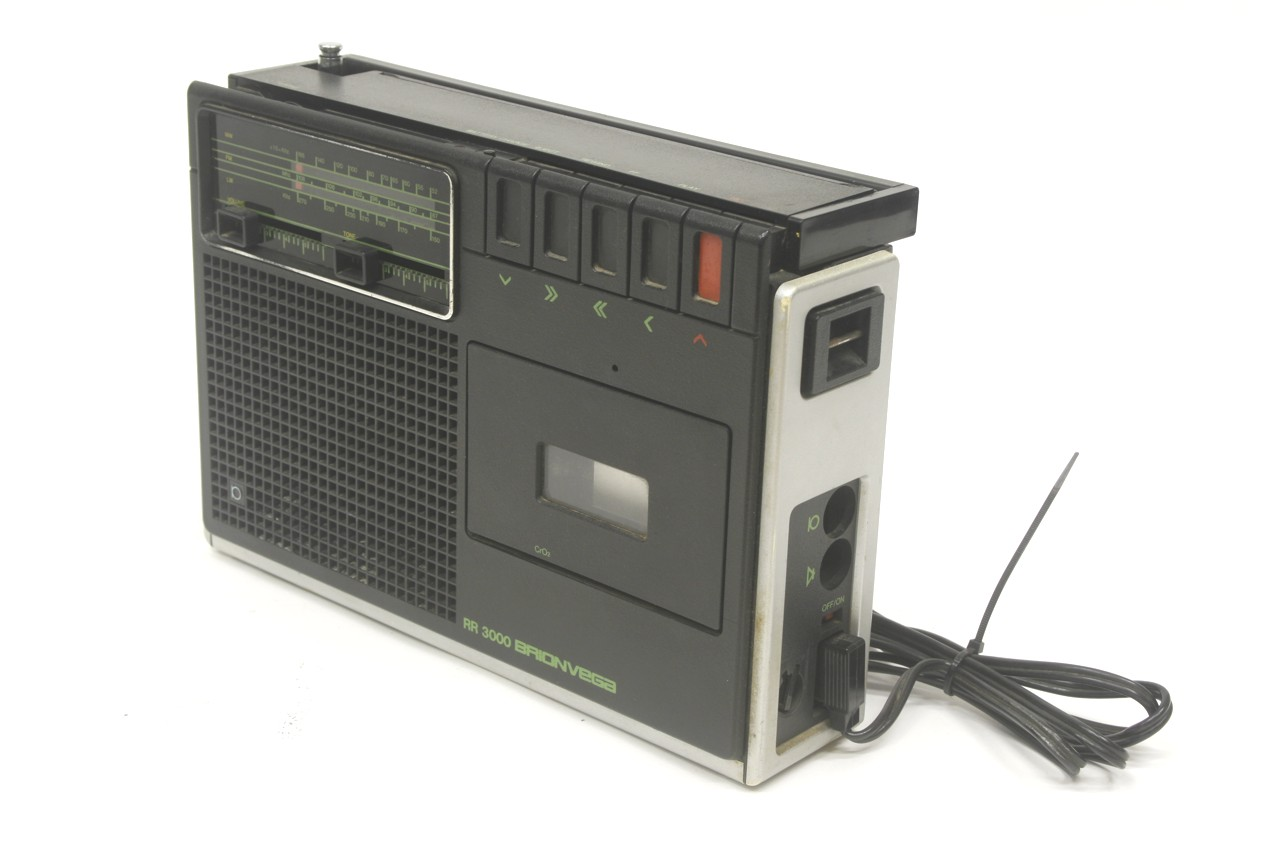
Il radioregistratore a cassette RR3000 del 1975

Il nuovo decennio per Brionvega fu prolifico alla stessa maniera di quello precedente: nel 1974, uscì il fonoamplificatore Concetto 101, e due anni più tardi, nel 1976, il televisore Mizar 24", ambedue modelli progettati da Roberto Lucci e Paolo Orlandini, che a quell'epoca sostituirono il duo Zanuso-Sapper come designer dell'azienda. Nel 1978, uscì il primo televisore a colori prodotto dall'azienda milanese, il Tesi, di 24 pollici, che rappresentava la versione aggiornata del Mizar. Degni di menzione sono anche i televisori a colori Spot 16" del 1978 - con sintonizzatore fino a 100 canali -  e Alta Fedelta 26" del 1979 - dall'originale forma rettangolare e diviso in due sezioni, quella superiore dove si trova lo schermo e quella inferiore dove si trovano i comandi e l'impianto stereo -, ambedue disegnati da Bellini, .

### Il declino e la cessione a Sèleco (1982-1997)
Nonostante il notevole contributo portato nel campo del disegno industriale e i successi riscossi, Brionvega risentì della crisi che tra la seconda metà degli anni settanta e gli inizi degli anni ottanta aveva colpito l'industria elettronica italiana, in modo particolare quella produttrice dei televisori, messa in difficoltà dall'aggressiva concorrenza dei produttori stranieri, e frenata sul piano tecnologico dalla mancata introduzione della televisione a colori in Italia, che avvenne solo nel 1977 con il sistema PAL, molti anni più tardi rispetto a tanti altri paesi europei, che invece avviarono le trasmissioni televisive a colori già alla fine degli anni sessanta.

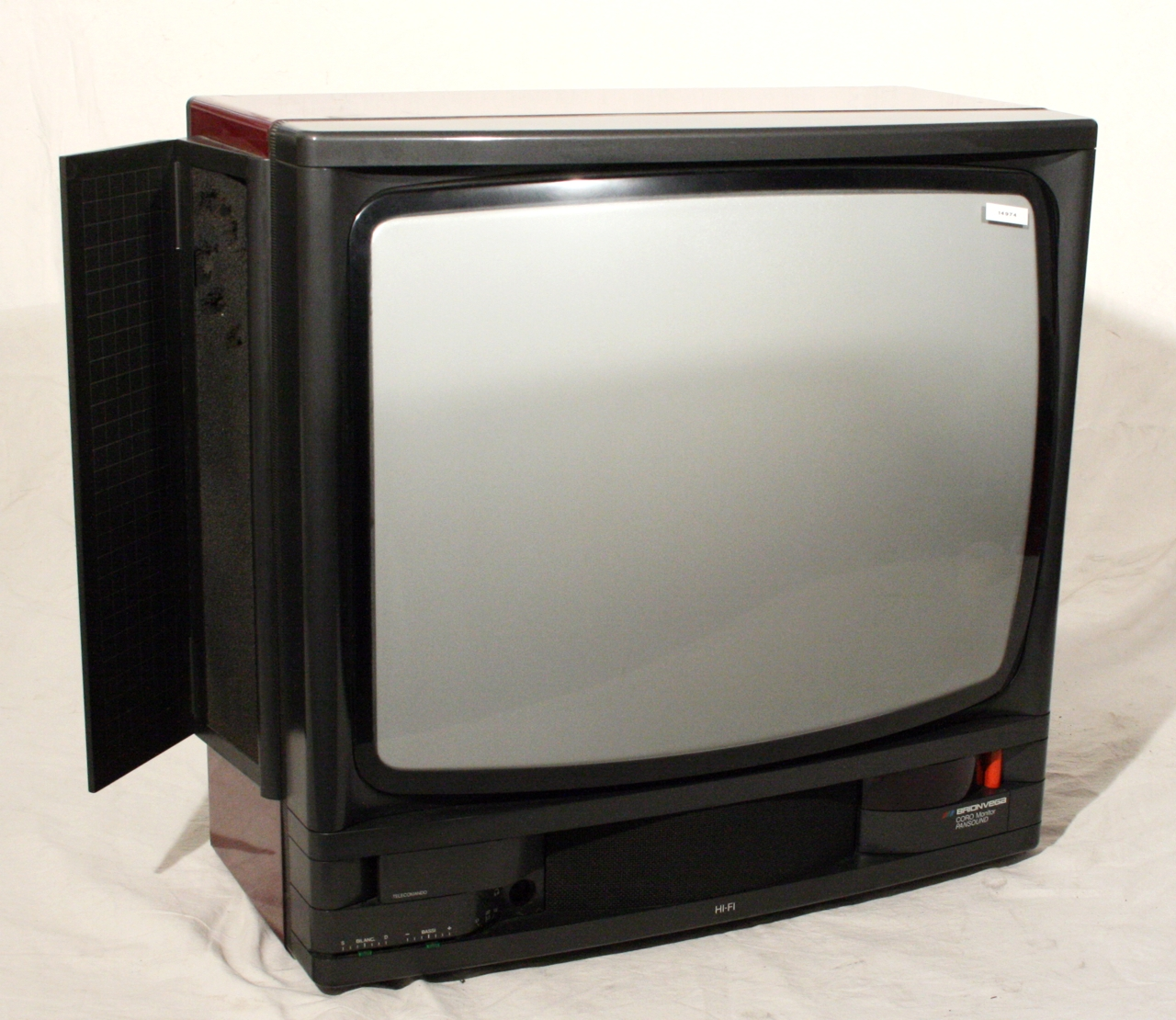
Il televisore Coro 26" del 1981

Nel 1984, nel capitale di Brionvega fece ingresso la finanziaria pubblica REL, istituita due anni prima dal Ministero dell'Industria con l'obiettivo di risanare le aziende italiane di elettronica di civile in crisi. REL entrò in Brionvega - che impiegava 247 addetti - rilevando il 33% del suo capitale e con una dote di finanziaria di 20 miliardi di lire in tre diverse fasi. L'intervento pubblico, se da un lato portò nuova liquidità in azienda, dall'altro non portò alcun beneficio ai fini del risanamento, poiché Brionvega continuava a registrare perdite di bilancio, seppur più contenute rispetto agli anni precedenti. 
Nel 1985, per ridurre i costi, fu decisa la chiusura dello stabilimento veneto di Casella d'Asolo. Nel 1989, il 33% delle quote di Brionvega furono rilevate dalla Finarte, e di conseguenza diminuiva la partecipazione della famiglia Brion, comunque socio di riferimento con il 42%, come pure quella di REL con il 25%. Dopo l'ingresso di Finarte la gestione dell'azienda venne affidata a Roberto Scalfi, nominato nuovo amministratore delegato, e nel corso del 1990-91 furono ripianate le gravi perdite di bilancio.
Negli anni ottanta, i prodotti proposti da Brionvega sul mercato, furono i modelli Memphis (1980) disegnato da Ettore Sottsass - formato da una parte superiore cubica che contiene il cinescopio, ed una parte inferiore a forma rettangolare dove si trovano i comandi -, Coro (1981) disegnato da Lucci-Orlandini - con schermo da 26 pollici e predisposto per la ricezione delle trasmissioni in stereofonia -, il Led 20" (1983) e il Best (1989), realizzati da Bellini, come i successivi modelli Glasscube - con il cinescopio di 20 pollici racchiuso all'interno di una scatola nera a forma cubica - e Quadro 25" e 28" (1992).
Nel marzo 1992, la Sèleco di Pordenone, all'epoca la maggiore azienda italiana produttrice di elettronica di consumo, acquisì il 25% di Brionvega. Poco tempo dopo, tra luglio e agosto, l'azienda friulana acquisì anche le quote possedute dai Brion e dalla Finarte, assumendone così il totale controllo. A quell'anno, sede legale e stabilimento di produzione risultavano essere localizzate a Cernusco sul Naviglio, nell'hinterland milanese.
Nel 1994, il Gruppo Sèleco, in difficoltà finanziarie, attuò un piano di riorganizzazione aziendale, che comportò tra gli altri la cessazione delle attività di Brionvega, divenuta da allora un semplice marchio. La stessa Sèleco, tre anni più tardi, nel 1997, andò incontro al fallimento.

### Il marchio Brionvega a Formenti a SIM2 (1998-presente)
Nel 1997, il Gruppo Formenti, azienda lombarda di Lissone con una solida tradizione industriale nel settore dell'elettronica civile domestica e professionale, acquistò all'asta fallimentare stabilimento e marchi del Gruppo Sèleco, tra cui quello Brionvega, che confluì successivamente nella Formenti-Sèleco S.p.A. Con l'ambizione di rinverdire i fasti degli antichi successi, Formenti curò tra il 2001 e il 2002 il rinnovamento tecnologico di modelli storici quali l'Algol, il Doney, il Glass Cube e la radio TS502, riproposti nella stessa forma ma con un'elettronica aggiornata. Nel 2003, venne lanciato il modello Doge, un televisore CRT da 32 pollici, disegnato da Mario Bellini. L'anno seguente, nel 2004, il marchio Brionvega passò da Formenti-Sèleco a SIM2 Multimedia, altra azienda controllata dal Gruppo brianzolo e rilevata all'asta fallimentare di Sèleco, produttrice di videoproiettori.
Formenti-Sèleco, in difficoltà finanziarie, fu posta in liquidazione, commissariata nel 2005, e l'anno seguente, nel 2006, le sue attività furono rilevate dall'azienda Smart Tv dei fratelli Marco e Carlo Asquini, in seguito divenuta Super//Fluo: il marchio Brionvega veniva rilanciato nel 2007 con una linea di prodotti disegnata dall'ingegner Valerio Cometti, quali il televisore LCD modello Alpha da 19 pollici - con lettore DVD integrato sia analogico che con sintonizzatore incorporato DVB-T - e le riedizioni dei modelli Algol e Doney, tutti costruiti in serie limitata. Nel 2009, con il marchio Briovenga è stata lanciata la versione aggiornata della radio TS502 che si connette alla rete wireless. Nello stesso anno, falliva l'azienda dei fratelli Asquini, e nel 2010, SIM2 acquisisce la titolarità esclusiva del marchio Brionvega.
Nel 2019, SIM2 propone sul mercato il radiofonografo RR226, riedizione del modello del 1965 disegnato dai Fratelli Castiglioni.

## Informazioni e dati
Brionvega S.p.A. è stata un'azienda con sede legale e stabilimento a Cernusco sul Naviglio, Città metropolitana di Milano, che produceva con l'omonimo marchio televisori e radio destinati alla fascia alta di mercato, dal 1992 controllata dalla Sèleco di Pordenone. Nel 1991, prima di passare al Gruppo friulano, l'azienda produsse 30.000 televisori e realizzò un fatturato di 26 miliardi di lire. Brionvega è uno dei marchi italiani più conosciuti all'estero.
Dal 2010 è stato un marchio della SIM2 Multimedia di Pordenone, poi passato alla BV 2 S.r.l. di Milano, controllata dalla SIM2 BV S.r.l., azienda con sede e stabilimento a Rivignano Teor, in provincia di Udine.

## Premi e segnalazioni
- Premio Compasso d'oro 1962 per il televisore Doney 14"
- Gran Premio Internazionale della XIII Triennale di Milano nel 1964
- Medaglia d'oro alla Biennale del Design di Lubiana nel 1966
- Medaglia d'oro Gute Form nel 1969
- Premio Compasso d'oro 1970 per il design